# Буйное
Буйное, также Буйново (бел. Буйное, Буйнова) — нежилая деревня в Червенском районе Минской области Беларуси. Входит в состав Ляденского сельсовета.

## Географическое положение
Расположена в 25 километрах к северо-востоку от Червеня, в 87 км от Минска.

## История
В начале XX века населённый пункт существовал как урочище Межница в составе Юровичской волости Игуменского уезда Минской губернии. На 1908 год урочище, где насчитывалось 4 двора и 45 жителей. На 1917 год хутор Меженица в составе Хуторской волости, его население составило 40 человек (22 мужчины и 18 женщин). 20 августа 1924 года вошёл в состав вновь образованного Хуторского сельсовета Червенского района Минского округа (с 20 февраля 1938 — Минской области). В 1930-е годы на месте хуторов — деревни Межница, Комли (ныне исчезнувшие) и Буйное. Во время Великой Отечественной войны двое жителей Буйного погибли на фронте. На начало 1980-х население деревни составило 30 человек, в этот период она относилась к совхозу «Нива». 30 октября 2009 года в связи с упразднением Хуторского сельсовета вошла в Колодежский сельсовет. 28 мая 2013 года передана в состав Ляденского сельсовета. На 2013 год постоянное население деревни не учтено.

## Население
- 1908 — 4 двора, 45 жителей
- 1917 — 4 двора, 40 жителя
- 1980-е — 30 жителей
- 2013 — постоянное население не учтено